# 双腾镇
双腾镇，是中华人民共和国四川省宜宾市筠连县曾经下辖的一个镇。2019年8月，撤销双腾镇和塘坝乡，将其所属行政区域划归筠连镇管辖。

## 行政区划
双腾镇撤销前下辖以下地区：
黄桷树社区、沙坝村、鱼井村、走马村、两河村、大山村、苔草村、酸草村、曹岭村、南田村、云峰村、柏胜村、德胜村、桐榜村、大兴村和新田村。